# Shanhaijing

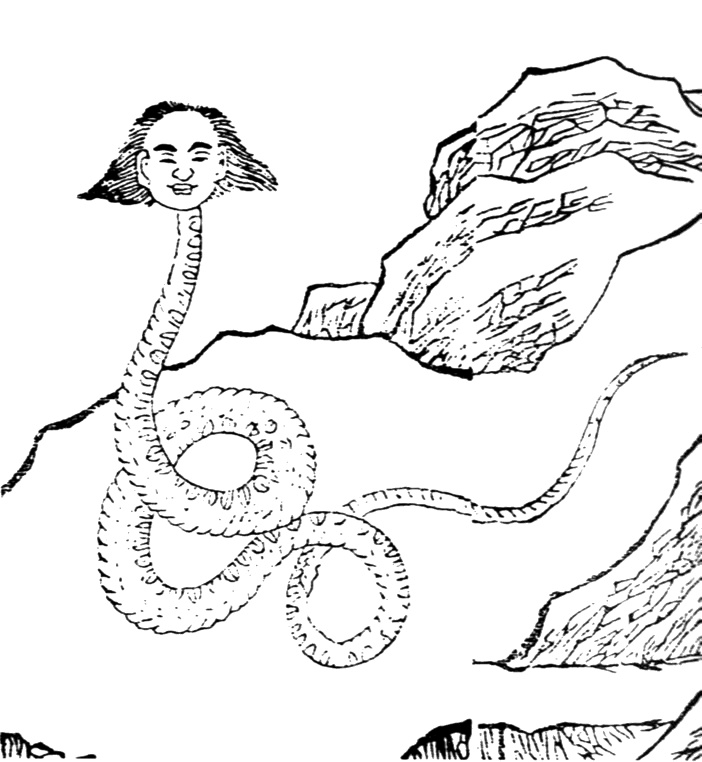
Mingtida bokillustration av gudinnan Nüwa

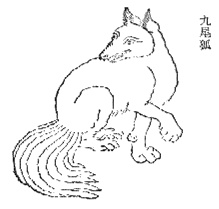
Niosvansad räv, enligt Shanhaijing följeslagare till Drottningmodern i Väst, Xi Wangmu. Träsnitt från Qingdynastin.

Shanhaijing (kinesiska: 山海經, pinyin: Shānhǎijīng, "Berg och hav-klassikern") är ett mycket gammalt bokverk som beskriver geografin i och omkring det antika Kina på ett ömsom torrt och faktiskt ömsom mytiskt och fantastiskt sätt.
Flera av de äldsta kända kinesiska myterna dyker upp i korta berättelser som återger vad som hänt på olika platser, och speciellt i beskrivningen av de mer avlägsna platserna vimlar det av underliga, ibland skrämmande, fiskar, fåglar, djur, människor och andra varelser. Boken, som troligen är en sammanställning gjord under en längre tid och av flera personer, fick i stort sin nutida form under Handynastin. Från dikter som nämner dem vet vi att Shanhaijing tidigt var illustrerad, men de bilder som finns bevarade idag är inte äldre än Mingdynastin.

## Översättningar till engelska
- Birrell, Anne. 2000. The Classic of Mountains and Seas. Penguin. ISBN 0-14-044719-9
- Strassberg, Richard. 2002. A Chinese Bestiary: Strange Creatures from the Guideways Through Mountains and Seas. University of California Press. ISBN 0-520-21844-2